# Tärna församling, Västerås stift
Tärna församling var en församling som ingick i Kumla, Tärna och Kila pastorat i Norra Västmanlands kontrakt i Västerås stift i Svenska kyrkan. Församlingen låg i Sala kommun i Västmanlands län. 1 januari 2025 uppgick församlingen i Kumla, Tärna och Kila församling.

## Administrativ historik
Församlingen hade medeltida ursprung och utgjorde till 1 maj 1930 ett eget pastorat. Församlingen var från 1 maj 1930 annexförsamling i pastoratet Kumla och Tärna som 1962 utökades med Kila och från 2016 med namnet Kumla, Tärna och Kila pastorat. 1 januari 2025 uppgick församlingen i Kumla, Tärna och Kila församling.

## Kyrkoherdar
| Ämbetstid | Namn                        | Levnadstid | Övrigt |
| --------- | --------------------------- | ---------- | ------ |
| 1564      | Lasse Oluffson              |            |        |
| 1571      | Peder                       |            |        |
| 1593      | Johannes                    |            |        |
| 1596      | Hans Petri                  |            |        |
|           | Brynolphus Jonae            |            |        |
| 1626–1640 | Oestenius Magnus Gestrinius | –1640      |        |
| 1641–1670 | Magnus Petri Isopedius      | –1670      |        |
| 1670–1689 | Magnus Petris Aulaebergius  | –1690      |        |
| 1689–1726 | Johan Hofberg               | 1647–1726  |        |
| 1726–1727 | Eric Hofberg                | 1685–1727  |        |
| 1728–1751 | Johan Fontin                | 1678–1751  |        |
| 1751–1783 | Olof Printz                 | 1712–1783  |        |
| 1784–1790 | Anders Lithorell            | 1727–1790  |        |
| 1791–1808 | Per Lundberg                | 1738–1808  |        |
| 1809–1833 | Johan Thorén                | 1748–1833  |        |
| 1835–     | Theodor Björkman            | 1783–      |        |

## Organister
| Verksam   | Namn                        | Levnadstid | Övrigt                 |
| --------- | --------------------------- | ---------- | ---------------------- |
| 1818–1822 | Anders Berglind             | 1794–1822  | Organist och klockare. |
| 1822–1825 | Johan Regnell               | 1795–      | Organist och klockare. |
| 1824–1827 | Eric Åkerlund               | 1799–      | Organist och klockare. |
| 1827–1842 | Anders Ternell              | 1806–      | Organist och klockare. |
| 1842–1856 | Lars Alinder                | 1817–      | Organist och klockare. |
| 1856–1886 | Johan Fredric Reutervall    | 1826–1900  | Organist och klockare. |
| 1886–1919 | Johan Peter Forssell        | 1859–1927  | Organist och klockare. |
| 1920      | Ivar Holmgren               | 1853–      | Organist och klockare. |
| 1921      | Hildegard Desideria Forsell | 1886–      | Vikarierande organist. |
| 1921–1940 | Gustaf S. Warpman           | 1885–1940  | Organist och klockare. |
| 1940–1942 | Hildegard Desideria Forsell | 1886–      | Vikarierande organist. |
| 1942–1946 | Gösta K. Lundmark           | 1916–      | Organist och klockare. |
| 1947      | Hildegard Desideria Forsell | 1886–      | Vikarierande organist. |
| 1949–1951 | Frithiof Hedvall            | 1908–      | Organist och klockare. |
| 1951      | Hildegard Desideria Forsell | 1886–      | Vikarierande organist. |

## Kyrkor
- Tärna kyrka